# Ala II Ulpia Auriana
Die Ala II Ulpia Auriana (deutsch 2. Ala die Ulpische des Aurius) war eine römische Auxiliareinheit. Sie ist durch Inschriften, Arrians Werk ἔκταξις κατ Ἀλανῶν und die Notitia dignitatum belegt. In einer Inschrift wird sie als Ala II Auriana bezeichnet, in der Notitia dignitatum als Ala Auriana.

## Namensbestandteile
- Ala: Die Ala war eine Reitereinheit der Auxiliartruppen in der römischen Armee.

- II: Die römische Zahl steht für die Ordnungszahl die zweite (lateinisch secunda). Daher wird der Name dieser Militäreinheit als Ala secunda .. ausgesprochen.

- Ulpia: die Ulpische. Die Ehrenbezeichnung bezieht sich auf Kaiser Trajan, dessen vollständiger Name Marcus Ulpius Traianus lautet.

- Auriana: des Aurius.[A 1]

Da es keine Hinweise auf den Namenszusatz milliaria (1000 Mann) gibt, war die Einheit eine Ala quingenaria. Die Sollstärke der Ala lag bei 480 Mann, bestehend aus 16 Turmae mit jeweils 30 Reitern.

## Geschichte
Die Ala wurde vermutlich durch Trajan (98–117) aufgestellt; wahrscheinlich wurde die neue Einheit um einen Kern von Angehörigen der Ala I Hispanorum Auriana gebildet.
Zu einem unbestimmten Zeitpunkt wurde die Einheit in die Provinz Cappadocia verlegt, vermutlich aufgrund des Partherkriegs von Trajan. Die Einheit war Teil der Streitkräfte, die Arrian für seinen Feldzug gegen die Alanen (ἔκταξις κατ Ἀλανῶν) um 135 n. Chr. mobilisierte. Arrian erwähnt in seinem Bericht eine Einheit, die er als οἱ τῆς εἴλης ᾗτινι Αὐριανοὶ ὄνομα bezeichnet.
Letztmals erwähnt wird die Einheit in der Notitia dignitatum mit der Bezeichnung Ala Auriana für den Standort Dascusa. Sie war Teil der Truppen, die dem Oberkommando des Dux Armeniae unterstanden.

## Standorte
Standorte der Ala in Cappadocia waren möglicherweise:
| - Dascusa: eine Inschrift wurde hier gefunden. Darüber hinaus wird die Einheit in der Notitia dignitatum für diesen Standort aufgeführt. | - Zimara: |

## Angehörige der Ala
Folgende Angehörige der Ala sind bekannt:

### Kommandeure
- Marcus Ulpius Andromachus, ein Präfekt

### Sonstige
| - []rius, ein Decurio (CIL 3, 6743) - Iul(ius) Phil[ip]pus, ein Duplicarius (CIL 3, 6743) | - Lucius, ein Signifer (AE 1996, 1630) - Τιβεριος Κλαυδιος Ναταρελος, ein δεκουριον (IGRR III 1231) |